# Dolichos dongaluta
Dolichos dongaluta är en ärtväxtart som beskrevs av John Gilbert Baker. Dolichos dongaluta ingår i släktet Dolichos och familjen ärtväxter. Inga underarter finns listade i Catalogue of Life.